# Holzgerlingen
Holzgerlingen (phát âm tiếng Đức: [hɔlt͡sˈɡɛʁlɪŋən] ⓘ) là một thị trấn nằm ở huyện Böblingen thuộc bang Baden-Württemberg, Đức.

## Dân số
Nguồn: Văn phòng điều tra và thống kê dân số Baden-Württemberg Stuttgart
| Năm                 | Số dân |
| ------------------- | ------ |
| 1850                | 1838   |
| 1 tháng 12 năm 1871 | 1718   |
| 1 tháng 12 năm 1890 | 1924   |
| 1 tháng 12 năm 1900 | 1907   |
| 1 tháng 12 năm 1910 | 1996   |
| 16 tháng 6 năm 1925 | 2192   |
| 16 tháng 6 năm 1933 | 2370   |
| 17 tháng 5 năm 1939 | 2629   |
| 13 tháng 9 năm 1950 | 3640   |

| Năm                  | Số dân |
| -------------------- | ------ |
| 6 tháng 6 năm 1961   | 5290   |
| 27 tháng 5 năm 1970  | 7173   |
| 31 tháng 12 năm 1980 | 8510   |
| 27 tháng 5 năm 1987  | 8918   |
| 31 tháng 12 năm 1990 | 9847   |
| 31 tháng 12 năm 1995 | 11.061 |
| 31 tháng 12 năm 2000 | 11.466 |
| 31 tháng 12 năm 2005 | 11.906 |
| 31 tháng 12 năm 2010 | 12.722 |
| 31 tháng 12 năm 2015 | 12.635 |

## Danh sách thị trưởng
- 1904–1938: Robert Mosthaf
- 1938–1945: Otto Müller
- 1945–1948: Guido Eipperlein
- 1948–1964: Otto Rommel
- 1964–1983: Siegfried Gölz
- 1983–1985: Walter Mack
- 1986–2018: Wilfried Dölker
- 2018–nay: Ioannis Delakos

## Địa phương kết nghĩa
- Neuenhof, Thụy Sĩ
- Niesky, Sachsen, Đức
- Jílové u Prahy, Cộng hòa Séc
- Crystal Lake, Illinois, Hoa Kỳ